# Heartango
Heartango è uno spot italiano del 2007, realizzato come un cortometraggio, diretto dal regista Gabriele Muccino.

## Trama
Il video inizia con una sfumatura dal nero che si dissolve, rivelando pian piano, in modo nitido e delicato ma preciso, la scritta: "Regia Gabriele Muccino" e s'apre con una dissolvenza verso il marrone-nero dei gradini d'una scala, mentre le pulsazioni del cuore femminile iniziano a vibrare e scandire il tempo. Nel frattempo, vediamo prima il petto d'una donna e a scansione ritmica, il suo braccio aprire una porta ed entrare in una stanza.
Un istruttore di danza (infatti siamo in una scuola di tango) si volta verso colei che si rivela essere una donna avvenente e sensuale (la Bellucci), che si toglie lo scialle nero, rivelando un vestito nero lungo con corpetto. Il giovane Fidalgo la prende a sé ed iniziano a ballare il tango. Fidalgo la prende sulle gambe con passione, ma Monica, appoggiata su un palo della stanza, appena l'uomo la bacia con forza e passione, si scosta e se ne va dopo averlo allontanato, con l'espressione angosciata. Fidalgo le grida allora che non è finita.
A questo punto, la scena si sposta in successione con un'altra, in cui Monica è seduta sull'auto d'una tassista (sempre la Bellucci) e indossa il vestito della scena precedente, più un cappotto di lino color rosso. Si confida con l'autista, facendole intendere che lui le abbia spezzato il cuore. Spinta però dalla tassista, cambia direzione e decide d'andare dal tanguero Fidalgo.
Nel frattempo, un'altra Monica, vestita di beige, s'aggira per le strade tentando di raggiungere José mentre davanti a lei spuntano le diverse "facce" di se stessa:una mamma affettuosa che dà un bacio al figlio che tiene in braccio; una ragazza che, scendendo dalla motocicletta, rivela un seno abbastanza voluminoso coperto da un'attillata giacchetta nera. Intanto, la Monica vestita di beige s'avvia verso la casa dell'amato, mentre la sua rivale vestita di nero lo raggiunge prima ed apre la porta.
Prima cerca di resistere alla tentazione, ma poi si lascia prendere dalla passione mentre intanto, la donna vestita di beige li sta proprio raggiungendo, e scopre i due distesi sul divano. "Perché l'hai fatto?" chiede l'indecisa alla più spavalda, ricevendo come risposta: "Tu sai il perché." A questo punto, la scena è coperta dal nero mentre appare il titolo omonimo del corto: "Hearttango" prima che la Bellucci vestita di nero, sola a casa propria, prenda il cappotto rosso e lo indossi nuovamente, mentre la donna vestita di beige raggiunga un tassì e chiuda la porta di colpo. La scena si ferma all'improvviso frapponendosi del nero della camera.
Appaiono i titoli di coda dal basso del video mentre la scena del tango tra l'attrice e il tanguero viene sovrapposta a metà schermo, con gli ultimi tocchi di suono della colonna sonora.

## Distribuzione
È stato distribuito da Intimissimi per pubblicizzare la sua linea di indumenti intimi. Lo spot integrale dura 6:47 min., mentre altre versioni sono della durata di 01:00 minuto e un'altra di 00:51 secondi.

## Colonna sonora
È una versione metallica di Asì se baila el Tango, realizzato dal gruppo Bailongo.